# 1510 год
1510 (ты́сяча пятьсо́т деся́тый) год  по юлианскому календарю — невисокосный год, начинающийся во вторник. Это 1510 год нашей эры, 10‑й год 1‑го десятилетия XVI века 2‑го тысячелетия, 1‑й год 1510‑х годов. Он закончился 515 лет назад.
| Пн | Вт | Ср | Чт | Пт | Сб | Вс |
|    | 1  | 2  | 3  | 4  | 5  | 6  |
| 7  | 8  | 9  | 10 | 11 | 12 | 13 |
| 14 | 15 | 16 | 17 | 18 | 19 | 20 |
| 21 | 22 | 23 | 24 | 25 | 26 | 27 |
| 28 | 29 | 30 | 31 |    |    |    |

| Пн | Вт | Ср | Чт | Пт | Сб | Вс |
|    |    |    |    | 1  | 2  | 3  |
| 4  | 5  | 6  | 7  | 8  | 9  | 10 |
| 11 | 12 | 13 | 14 | 15 | 16 | 17 |
| 18 | 19 | 20 | 21 | 22 | 23 | 24 |
| 25 | 26 | 27 | 28 |    |    |    |

| Пн | Вт | Ср | Чт | Пт | Сб | Вс |
|    |    |    |    | 1  | 2  | 3  |
| 4  | 5  | 6  | 7  | 8  | 9  | 10 |
| 11 | 12 | 13 | 14 | 15 | 16 | 17 |
| 18 | 19 | 20 | 21 | 22 | 23 | 24 |
| 25 | 26 | 27 | 28 | 29 | 30 | 31 |

| Пн | Вт | Ср | Чт | Пт | Сб | Вс |
| 1  | 2  | 3  | 4  | 5  | 6  | 7  |
| 8  | 9  | 10 | 11 | 12 | 13 | 14 |
| 15 | 16 | 17 | 18 | 19 | 20 | 21 |
| 22 | 23 | 24 | 25 | 26 | 27 | 28 |
| 29 | 30 |    |    |    |    |    |

| Пн | Вт | Ср | Чт | Пт | Сб | Вс |
|    |    | 1  | 2  | 3  | 4  | 5  |
| 6  | 7  | 8  | 9  | 10 | 11 | 12 |
| 13 | 14 | 15 | 16 | 17 | 18 | 19 |
| 20 | 21 | 22 | 23 | 24 | 25 | 26 |
| 27 | 28 | 29 | 30 | 31 |    |    |

| Пн | Вт | Ср | Чт | Пт | Сб | Вс |
|    |    |    |    |    | 1  | 2  |
| 3  | 4  | 5  | 6  | 7  | 8  | 9  |
| 10 | 11 | 12 | 13 | 14 | 15 | 16 |
| 17 | 18 | 19 | 20 | 21 | 22 | 23 |
| 24 | 25 | 26 | 27 | 28 | 29 | 30 |

| Пн | Вт | Ср | Чт | Пт | Сб | Вс |
| 1  | 2  | 3  | 4  | 5  | 6  | 7  |
| 8  | 9  | 10 | 11 | 12 | 13 | 14 |
| 15 | 16 | 17 | 18 | 19 | 20 | 21 |
| 22 | 23 | 24 | 25 | 26 | 27 | 28 |
| 29 | 30 | 31 |    |    |    |    |

| Пн | Вт | Ср | Чт | Пт | Сб | Вс |
|    |    |    | 1  | 2  | 3  | 4  |
| 5  | 6  | 7  | 8  | 9  | 10 | 11 |
| 12 | 13 | 14 | 15 | 16 | 17 | 18 |
| 19 | 20 | 21 | 22 | 23 | 24 | 25 |
| 26 | 27 | 28 | 29 | 30 | 31 |    |

| Пн | Вт | Ср | Чт | Пт | Сб | Вс |
|    |    |    |    |    |    | 1  |
| 2  | 3  | 4  | 5  | 6  | 7  | 8  |
| 9  | 10 | 11 | 12 | 13 | 14 | 15 |
| 16 | 17 | 18 | 19 | 20 | 21 | 22 |
| 23 | 24 | 25 | 26 | 27 | 28 | 29 |
| 30 |    |    |    |    |    |    |

| Пн | Вт | Ср | Чт | Пт | Сб | Вс |
|    | 1  | 2  | 3  | 4  | 5  | 6  |
| 7  | 8  | 9  | 10 | 11 | 12 | 13 |
| 14 | 15 | 16 | 17 | 18 | 19 | 20 |
| 21 | 22 | 23 | 24 | 25 | 26 | 27 |
| 28 | 29 | 30 | 31 |    |    |    |

| Пн | Вт | Ср | Чт | Пт | Сб | Вс |
|    |    |    |    | 1  | 2  | 3  |
| 4  | 5  | 6  | 7  | 8  | 9  | 10 |
| 11 | 12 | 13 | 14 | 15 | 16 | 17 |
| 18 | 19 | 20 | 21 | 22 | 23 | 24 |
| 25 | 26 | 27 | 28 | 29 | 30 |    |

| Пн | Вт | Ср | Чт | Пт | Сб | Вс |
|    |    |    |    |    |    | 1  |
| 2  | 3  | 4  | 5  | 6  | 7  | 8  |
| 9  | 10 | 11 | 12 | 13 | 14 | 15 |
| 16 | 17 | 18 | 19 | 20 | 21 | 22 |
| 23 | 24 | 25 | 26 | 27 | 28 | 29 |
| 30 | 31 |    |    |    |    |    |

## События
- 1493—1593 — Столетняя хорватско-османская война. Серия вооружённых конфликтов между Королевством Хорватия и Османской империей[1].
- 1501—1512 — Датско-шведская война[2].
- 1505—1517 — Португало-египетская война. Военный конфликт между Мамлюкским Египтом и колониалистской Португалией за господство в Индийском океане[3].
  - Португальское завоевание Гоа в ходе экспедиции португальского адмирала Афонсу де Албукерке[4].
- 1507—1622 — Португало-персидская война. Ряд вооружённых конфликтов между колониалистской Португалией и вассальным Ормузом, с одной стороны, и Сефевидской империей, поддерживаемой англичанами, с другой[5].
- 1508—1510 — Алонсо де Охеда исследовал побережье Колумбии.
- 1508—1516 — Война Камбрейской лиги[6].
  - 19 декабря 1510 — 20 января 1511 — осада Мирандолы[7].
- 1509—1510 — закончился Поход Шейбани-хана на Казахское ханство[8]:
  - Битва при Улуг-тау. Сражение Мойунсиз-Хасана с узбекским войском[9].
- 1510—1528 — началась война между Сефевидами и Шейбанидами. Серия конфликтов между узбекской династией Шейбанидов, которые основали Бухарское ханство, и Сефевидским государством[10]:
  - 2 декабря  — битва при Мерве[11].
- Лето — испанцы взяли штурмом Триполи, разграбили его и перебили тысячи жителей.
- Волнения в Неаполе в связи с попыткой ввести в Южной Италии инквизицию.
- Победа армии Сефевидов над войсками Шейбани-хана в ожесточённой битве под Мервом. Гибель Шейбани-хана. Захват Ираном Хорасана и Систана.
- Захват ди Альбукерком порта Гоа в Индии, ставшем местом пребывания вице-короля.
- Сильный мятеж феодалов в Монголии против Даян-хана. Даян-хан подавил его.
- В Китае всесильный временщик Лю Цзин обвинён в подготовке мятежа, арестован и казнён.
- Крымское ханство вновь совершило набег на Волынь[12].

## Русское государство
Правление: 1505—1533 — Василий III Иванович
- 07 января — Василий III находившийся с 1509 года в Великом Новгороде, после торжественного освящения воды в реке Волхов, бояре великого князя приказали прибывшим туда посольству и псковичам собраться на Государевом дворе и там им от имени великого князя объявляют: "Пойманы есть Богом и государём и великим князем Васильем Ивановичем всея Русии"[13].
  - По получении этого известия в Пскове собирается вече, на котором горожане решают не воевать с Василием III, но обратиться к нему с челобитьем. Василий посылает во Псков дьяка Третьяка Васильевича Долматова и объявляет им две свои воли. Первая — отменить вече и снять вечевой колокол, а в городе быть двум наместникам и по пригороду по наместнику. Второе — желание великого князя лично приехать во Псков поклониться Святой Троице[13].
  - 13 января — дьяк Долматов Третьяк Васильевич спускает вечевой колокол и увозит его в Великий Новгород[13].
  - 24 января — Василий III приезжает во Псков и назначает наместника Григория Фёдоровича Давыдова[13].
  - 26 января — окончательное присоединение Пскова и Псковской республики к Великому княжеству Московскому. Из Пскова было переведено 300 семей (среди них посадники, купцы, "житьи люди"). Вместо них дворы в Среднем городе получила тысяча новгородских помещиков, составивших гарнизон Пскова, здесь же были поселены 300 купеческих семей из других городов[14].
  - Была отменена чеканка монет и произведена их перечеканка[15].
  - 18 февраля — Василий III покидает Псков и через Великий Новгород возвращается в Москву[13].
- 21 июля 1510—1511 —  в Москве торжественно и с почётом встретили старшую жену крымского хана Менгли-Гирея, царицу Нур-Салтану вместе с пасынком Сагиб I Гиреем, с послами и великий князь отпускает их в Казань для свидания с сыном Мухаммед-Эмином[13][16].
- Сентябрь — декабрь — Василий III Иванович с супругой С.Ю. Сабуровой и великокняжеским двором совершил поездку по различным монастырям и городам[17].
- Пожалованы окольничеством: Беззубцев Михаил Константинович, Житов Пётр Иванович, Жулебин Иван Андреевич, Захарьин Пётр Яковлевич, Морозов Иван Григорьевич, Ноздреватый Василий Иванович, Сабуров Андрей Васильевич, Симский Иван Васильевич Хабар[18].
- Пожалованы боярством: Булгаков Михаил Иванович Голица (ум. 1515) и Челяднин Иван Андреевич (ум. 1515)[18].
- Впервые "Чепецкий стан" (сов. г. Кирово-Чепецк), стал центром которого являлся погост (Усть-Чепецкий), упоминаемый в царской жалованной грамоте татарину Деветьяру[19].

## Начало правления
См. также: Список глав государств в 1510 году
- 1510—1516 — Император Вьетнама Ле Тыонг Зык.
- 1510—1515 — Вице-король португальских владений в Индии Афонсу ди Албукерки (1453—1515).
- 1510—1525 — Гроссмейстер Тевтонского ордена Альбрехт I Бранденбургский.

## Родились

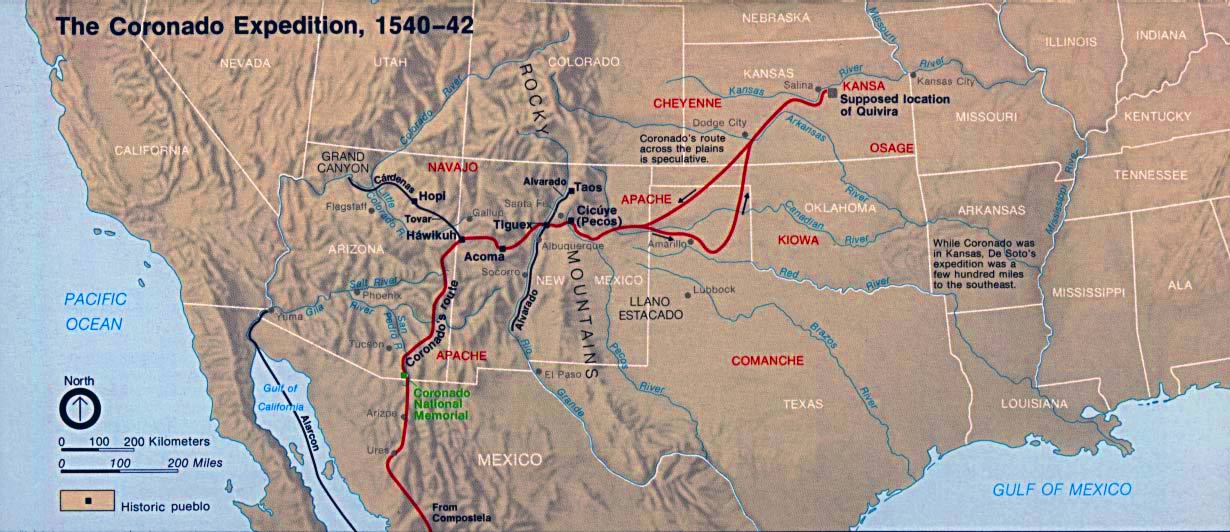
Маршрут странствий Коронадо.

См. также: Категория:Родившиеся в 1510 году
- Алессандро Медичи — герцог флорентийский, первый из старшей линии Медичи, кто правил городом, нося титул «герцог».
- Борджа, Франсиско — католический святой, третий генерал Общества Иисуса (Иезуиты). Канонизирован 20 июня 1670 года.
- Васкес де Коронадо, Франсиско — первый европеец, в поисках баснословных семи городов Сиволы посетивший юго-запад современных США и открывший, среди прочего, Скалистые горы и Большой каньон.
- Лилиус, Алоизий — итальянский врач, астроном, философ и хронолог, а также автор предложений, которые легли в основу календарной реформы 1582 года[20][21].
- Де Урреа, Херонимо Хименес — испанский полководец, государственный деятель, дидактический поэт и писатель.

## Скончались

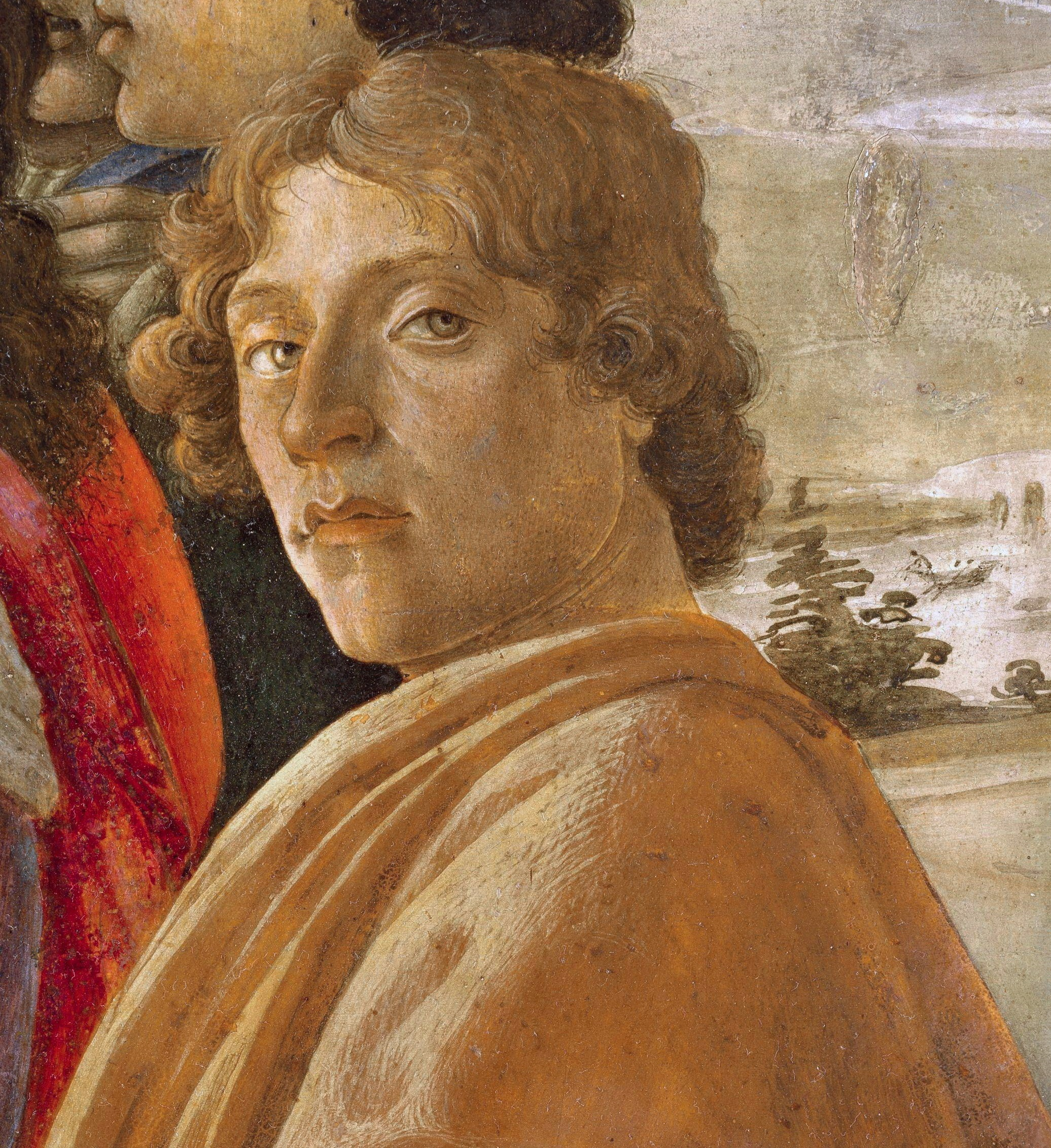
Изображение Сандро Боттичелли

См. также: Категория:Умершие в 1510 году
- 1 марта — Франсишку ди Алмейда, португальский мореплаватель, первый вице-король Португальской Индии в 1505 — 1509 годах (род. ок. 1450)
- Бьянка Мария Сфорца — вторая жена императора Максимилиана I, дочь миланского герцога Галеаццо Мария Сфорца, представительница известной династии.
- Джорджоне — итальянский художник, представитель венецианской школы живописи; один из величайших мастеров Высокого Возрождения.
- Корнаро, Катерина — королева Кипрского королевства с 1474 по 1489 годы. Также именовалось «дочерью Венецианской республики» вследствие контроля Кипра со стороны Республики, после смерти её мужа Жака II.
- Сандро Боттичелли — флорентийский художник, который привёл искусство кватроченто на порог Высокого Возрождения.
- Мухаммед Шейбани — узбекский хан, основатель династии Шейбанидов[22].